# Centralny Związek Spółdzielczy
Centralny Związek Spółdzielczy – powstał w 1948 roku jako naczelna organizacja ruchu spółdzielczego w Polsce.

## Zakres działania Związku
Do zakresu działania Związku należało:
- reprezentowanie polskiego ruchu spółdzielczego w kraju i wobec zagranicy,
- wykonywanie funkcji, przewidzianych dla naczelnych organów spółdzielczości w przepisach o planowej gospodarce narodowej i innych ustawach,
- powoływanie, wydawanie oświadczeń o celowości, zatwierdzanie statutów i ich zmian, nadzorowanie oraz rozwiązywanie central spółdzielni,
- ustalanie wytycznych i. koordynowanie prac central spółdzielni i spółdzielczo-państwowych w zakresie działalności rewizyjnej, organizacyjnej, szkoleniowej i propagandowej,
- prowadzenie rewizji central spółdzielni i rewizji sprawdzającej spółdzielni oraz rewizji central spółdzielczo-państwowych,
- prowadzenie działalności społeczno-wychowawczej i czuwanie nad szkoleniem pracowników spółdzielczych,
- określenie i nadawanie uprawnień rewizyjnych rewidentom oraz czuwanie nad ich poziomem fachowym i etycznym
- ustalanie wysokości świadczeń spółdzielni i central na rzecz Związku oraz spółdzielni na rzecz central, jak również ustalanie sposobu ściągania i podziału tych świadczeń,
- opracowywanie i opiniowanie projektów aktów ustawodawczych i rozporządzeń, mających znaczenie dla spółdzielczości,
- prowadzenie prac naukowo-badawczych z zakresu spółdzielczości,
- sprawowanie nadzoru nad działalnością instrukcyjną i szkoleniową przedsiębiorstw państwowo-spółdzielczych na odcinku prac ze spółdzielniami,
- prowadzenie innych prac przewidzianych przepisami ustaw i rozporządzeń, dotyczących spółdzielczości.

## Członkowie Związku
Członkami Związku były wszystkie centralne spółdzielni i spółdzielczo-państwowe oraz zrzeszone w nich spółdzielnie.
Spółdzielnie i ich centrale stały się członkami Związku z chwilą uzyskania oświadczenia o celowości i wpisania do rejestru spółdzielni.
Centrale spółdzielczo-państwowe stawały się członkami Związku z chwilą wydania przez Ministra Przemysłu i Handlu zarządzenia o ich utworzeniu.
Centrale i spółdzielnie przestawały być członkami Związku z chwilą wykreślenia z rejestru spółdzielni.

### Prawa członków Związku
Członkowie Związku mieli prawo:
- brania udziału przez swoich przedstawicieli w wojewódzkich zjazdach Związku i Krajowym Kongresie Spółdzielczym,
- zgłaszania wniosków i głosowania na powyższych zgromadzeniach,
- korzystania z pomocy i urządzeń Związku.

### Obowiązki członków Związku
Członkowie Związku mieli obowiązek:
- przestrzegania w swej działalności postanowień statutu Związku oraz wydanych na jego podstawie regulaminów,
- wykonywania uchwał i zaleceń władz Związku,
- poddawania się rewizji i rewizji sprawdzającej,
- uiszczania świadczeń ustalonych przez Związek.

## Władze związku
- Krajowy Kongres Spółdzielczy
- Naczelna Rada Spółdzielcza
- Zarząd Centralnego Związku Spółdzielczego

### Krajowy Kongres Spółdzielczy
Krajowy Kongres Spółdzielczy był naczelną władzą Związku i zwoływany był raz na trzy lata przez Naczelną Radę Spółdzielczą.
Do kompetencji Krajowego Kongresu Spółdzielczego należało:
- podejmowanie uchwał ramowych w sprawach dotyczących spółdzielczości,
- zatwierdzanie sprawozdania z działalności Związku,
- wybór członków Naczelnej Rady Spółdzielczej,
- zmiana statutu Związku,
- uchwalanie regulaminu Kongresu i Naczelnej Rady Spółdzielczej.

### Naczelna Rada Spółdzielcza
Naczelna Rada Spółdzielcza była władzą uchwalającą i nadzorczą. Członkowie Naczelnej Rady Spółdzielczej byli wybierani na trzy lata.
Do kompetencji Naczelnej Rady Spółdzielczej należało:
- podejmowanie uchwał w sprawach Związku,
- powoływanie i odwoływanie zarządu,
- powoływanie i rozwiązywanie central spółdzielni oraz mianowanie pierwszej rady nadzorczej nowo powołanej centrali spółdzielni,
- uchylanie decyzji zarządu w sprawie zawieszania w czynnościach członków zarządu central spółdzielni,
- zwoływanie walnego zgromadzenia centrali, jeżeli władze centrali zaniedbały wykonania w tym względzie swoich obowiązków statutowych,
- rozstrzyganie odwołań spółdzielni od orzeczenia zarządu w sprawie rozwiązania spółdzielni,
- uchylanie na wniosek zarządu uchwał wojewódzkich zjazdów Związku oraz krajowych zjazdów central w przypadku, gdy te uchwały naruszają przepisy ustaw.

### Zarząd Centralnego Związku Spółdzielczego
Zarząd był władzą wykonawczą Związku, powoływaną przez Naczelną Radę Spółdzielczą.
Zarząd prowadził wszystkie sprawy Związku w granicach ustalonych przez statut oraz regulamin uchwalony przez Naczelną Radę Spółdzielczą.
Zarząd miał prawo zawieszenia w czynnościach członków zarządu central spółdzielni na podstawie przeprowadzonego dochodzenia w przypadku, jeśli ich działalność przynosiła szkodę gospodarce narodowej lub w razie nie wypełnienia przez nich obowiązków wynikających z ustaw, statutów lub uchwał Związku.